# Alemania Occidental en los Juegos Paralímpicos
Alemania Occidental en los Juegos Paralímpicos estuvo representada por el Comité Paralímpico Alemán.
Participó en ocho ediciones de los Juegos Paralímpicos de Verano, su primera tuvo lugar en Roma 1960. El país obtuvo un total de 828 medallas en las ediciones de verano: 322 de oro, 260 de plata y 246 de bronce.
En los Juegos Paralímpicos de Invierno participó en cuatro ediciones, siendo Örnsköldsvik 1976 su primera aparición en estos Juegos. El país consiguió un total de 110 medallas en las ediciones de invierno: 32 de oro, 43 de plata y 35 de bronce.
Este país fue anfitrión de los Juegos Paralímpicos de Verano en una ocasión: Heidelberg 1972.

## Medallero

### Por edición
| Evento                                | Oro | Plata | Bronce | Total |
| ------------------------------------- | --- | ----- | ------ | ----- |
| Roma 1960                             | 15  | 6     | 9      | 30    |
| Tokio 1964                            | 5   | 2     | 5      | 12    |
| Tel Aviv 1968                         | 12  | 12    | 11     | 35    |
| Heidelberg 1972                       | 28  | 17    | 22     | 67    |
| Toronto 1976                          | 37  | 34    | 26     | 97    |
| Arnhem 1980                           | 68  | 48    | 46     | 162   |
| Nueva York 1984 Stoke Mandeville 1984 | 81  | 76    | 75     | 232   |
| Seúl 1988                             | 76  | 65    | 52     | 193   |
| TOTAL                                 | 322 | 260   | 246    | 828   |

| Evento            | Oro | Plata | Bronce | Total |
| ----------------- | --- | ----- | ------ | ----- |
| Örnsköldsvik 1976 | 10  | 12    | 6      | 28    |
| Geilo 1980        | 3   | 6     | 9      | 18    |
| Innsbruck 1984    | 10  | 14    | 10     | 34    |
| Innsbruck 1988    | 9   | 11    | 10     | 30    |
| TOTAL             | 32  | 43    | 35     | 110   |

### Por deporte
| Evento                        | Oro | Plata | Bronce | Total |
| ----------------------------- | --- | ----- | ------ | ----- |
| Atletismo                     | 152 | 128   | 128    | 408   |
| Baloncesto en silla de ruedas | 2   | 2     | 0      | 4     |
| Bolos sobre hierba            | 1   | 0     | 0      | 1     |
| Ciclismo                      | 0   | 1     | 2      | 3     |
| Dartchery                     | 3   | 0     | 0      | 3     |
| Esgrima en silla de ruedas    | 10  | 12    | 7      | 29    |
| Golbol                        | 1   | 1     | 0      | 2     |
| Natación                      | 87  | 73    | 60     | 220   |
| Tenis de mesa                 | 44  | 27    | 30     | 101   |
| Tiro                          | 6   | 5     | 8      | 19    |
| Tiro con arco                 | 15  | 9     | 10     | 34    |
| Voleibol                      | 1   | 2     | 1      | 4     |
| TOTAL                         | 322 | 260   | 246    | 828   |

| Evento                     | Oro | Plata | Bronce | Total |
| -------------------------- | --- | ----- | ------ | ----- |
| Carrera de trineo en hielo | 0   | 0     | 1      | 1     |
| Esquí alpino               | 25  | 20    | 22     | 67    |
| Esquí de fondo             | 7   | 23    | 12     | 42    |
| TOTAL                      | 32  | 43    | 35     | 110   |